# کلاهک جنگی (فیلم)
«کلاهک جنگی» (انگلیسی: Warhead (film)) فیلمی در ژانر اکشن است.